# Romantic Warriors
Romantic Warriors è il quinto album in studio del gruppo musicale tedesco Modern Talking, pubblicato nel 1987 da BMG/Hansa in formato LP, CD e musicassetta.

## Tracce
1. Jet Airliner – 4:22
2. Like a Hero – 3:47
3. Don't Worry – 3:35
4. Blinded By Your Love – 4:01
5. Romantic Warriors – 3:59
6. Arabian Gold – 3:42
7. We Still Have Dreams – 3:07
8. Operator Gimme 609 – 3:41
9. You and Me – 4:01
10. Charlene – 3:50